# DSB EA
De DSB EA is een elektrische locomotief voor het personenvervoer en het goederenvervoer van de Danske Statsbaner (DSB). Een deel is tegenwoordig van DB Schenker Rail.

## Geschiedenis
Deze locomotieven werden ontwikkeld en gebouwd door Henschel werk Kassel en Brown, Boveri & Cie (BBC). De techniek stamt uit de 1965'er jaren door Henschel en BBC ontwikkeld uit de proeflocomotieven van het type DE 2500 met draaistroom technologie en driefasige asynchrone motoren.
Henschel bouwde de eerste twee locomotieven. Twintig locomotieven werden daarna geassembleerd door Scandia in Randers.
In 1999 werden deze locomotieven verdeeld over DSB en DSB Gods.
In 2007 werden 6 locomotieven als serie 86 verkocht aan de Bulgaarse spoorwegonderneming Bulmarket (BM). Het gaat hierbij om de volgende locomotieven: 3002, 3003, 3005, 3006, 3008 en 3009
In 2009 zijn er 5 locomotieven als serie 86 verkocht aan DB Schenker Rail Roemenië. Het gaat hierbij om de volgende locomotieven: 3013, 3014, 3015, 3017 en 3019. 

In 2009 zijn er 5 locomotieven als serie 465 verkocht aan DB Schenker Rail Bulgarije. Het gaat hierbij om de volgende locomotieven: 3011, 3012, 3016, 3018 en 3021. 

Sinds 14 december 2009 werden deze locomotieven niet meer door DB Schenker Rail in Denemarken ingezet.
Door een nieuw plan worden de 6 resterende locomotieven van DSB in de toekomst uitsluitend in het personenvervoer ingezet. Het gaat om de volgende locomotieven: 3001, 3004, 3007, 3010, 3020 en 3022.

## Constructie en techniek
De locomotief heeft een stalen frame. De tractie-installatie is uitgerust met draaistroom en heeft driefasige asynchrone motoren in de draaistellen. Iedere motor drijft een as aan.

### Nummers
Deze locomotieven werden Danske Statsbaner (DSB) als volgt genummerd:
| Lijst van de EA     |                         |                  |            |                                      |                        |
| Nummer              | Eigenaar                | Naam             | UIC nummer | Huidige eigenaar                     | Opmerkingen            |
| Fabrikant: Henschel |                         |                  |            |                                      |                        |
| 3001                | Danske Statsbaner (DSB) | H.C. Ørsted      |            | nu: Danske Statsbaner                | Gesloopt 2017          |
| 3002                | Danske Statsbaner (DSB) | Niels Bohr       |            | nu: Bulmarket, vernummerd in: 86.001 |                        |
| Fabrikant: Scandia  |                         |                  |            |                                      |                        |
| 3003                | Danske Statsbaner (DSB) | Heinrich Wenck   |            | nu: Bulmarket, vernummerd in: 86.002 |                        |
| 3004                | Danske Statsbaner (DSB) | Ole Rømer        |            | nu: Danske Statsbaner                | Verkehrsrot vanaf 2017 |
| 3005                | Danske Statsbaner (DSB) | William Radford  |            | nu: Bulmarket, vernummerd in: 86.003 |                        |
| 3006                | Danske Statsbaner (DSB) | Valdemar Poulsen |            | nu: Bulmarket, vernummerd in: 86.004 |                        |
| 3007                | Danske Statsbaner (DSB) | Kirstine Meyer   |            | nu: Danske Statsbaner                | Verkehrsrot vanaf 2017 |
| 3008                | Danske Statsbaner (DSB) | Otto Busse       |            | nu: Bulmarket, vernummerd in: 86.005 |                        |
| 3009                | Danske Statsbaner (DSB) | Anker Engelund   |            | nu: Bulmarket, vernummerd in: 86.006 |                        |
| 3010                | Danske Statsbaner (DSB) | Søren Hjorth     |            | nu: Danske Statsbaner                | Verkehrsrot vanaf 2017 |
| 3011                | Danske Statsbaner (DSB) | Thomas B. Thrige |            | nu: DB Schenker Rail                 |                        |
| 3012                | Danske Statsbaner (DSB) | A.R. Angelo      |            | nu: DB Schenker Rail                 |                        |
| 3013                | Danske Statsbaner (DSB) | Wilhelm Hellesen |            | nu: DB Schenker Rail                 |                        |
| 3014                | Danske Statsbaner (DSB) | C.E. Krarup      |            | nu: DB Schenker Rail                 |                        |
| 3015                | Danske Statsbaner (DSB) | Nielsine Nielsen |            | nu: DB Schenker Rail                 |                        |
| 3016                | Danske Statsbaner (DSB) | A.W. Hauch       |            | nu: DB Schenker Rail                 |                        |
| 3017                | Danske Statsbaner (DSB) | Emil Chr. Hansen |            | nu: DB Schenker Rail                 |                        |
| 3018                | Danske Statsbaner (DSB) | Niels Finsen     |            | nu: DB Schenker Rail                 |                        |
| 3019                | Danske Statsbaner (DSB) | P.O. Pedersen    |            | nu: DB Schenker Rail                 |                        |
| 3020                | Danske Statsbaner (DSB) | G.F. Ursin       |            | nu: Danske Statsbaner                | Verkehrsrot vanaf 2017 |
| 3021                | Danske Statsbaner (DSB) | P.W. Lund        |            | nu: DB Schenker Rail                 |                        |
| 3022                | Danske Statsbaner (DSB) | Søren Frich      |            | nu: Danske Statsbaner                | Verkehrsrot vanaf 2017 |

## Treindiensten
Bij Danske Statsbaner (DSB) worden 6 lokomotieven ingezet in het personenvervoer rond Kopenhagen waaronder de nacht trein van CityNightLine tussen Kopenhagen en Padborg.
Bij DB Schenker Rail werden tot 14 december 2009 tien lokomotieven ingezet in het Deens goederenvervoer.